# Cousinia komarowii
Cousinia komarowii là một loài thực vật có hoa trong họ Cúc. Loài này được (Kuntze) C.Winkl. mô tả khoa học đầu tiên.